# シノビテングハギ
シノビテングハギ(忍天狗剥、学名:Naso tergus)は、ニザダイ科の海水魚。
種小名「tergus」は隠れるという意味で、本種が同属多種の幼魚と混同されていたことに由来する。

## 形態
体長は35cmを越える。体型は側扁しており、頭部に突出物は無い。眼前部に溝をもつ。体色は明るい灰色で、目立った模様は無い。腹側は色が薄くなる。尾柄の両側に2つずつ赤みがかった灰色の骨質板をもつ。尾鰭は截形で全体的に灰色であり、後方に向かうにつれ黄色みがかる。また、上下の端の条は伸びない。背鰭の棘条は6本、背鰭の軟条は26〜30本。臀鰭の棘条は2本、臀鰭の軟条は26〜28本。

## 生態
台湾、フィリピンに分布。日本ではトカラ列島中之島、琉球列島、三重県志摩市、東京都利島沖での発見例がある。しかし捕獲される数は多くない。水深70〜80mの沖合にて網や釣りでの捕獲例がある。底生魚であり、海底の甲殻類や貝類を捕食する。

## 人間との関係
釣りや漁業網で稀に漁獲される。
本種は2011年に台湾で新種記載され、日本でも2012年に鹿児島市中央卸売市場魚類市場で発見され、2013年に標準和名が付いた。標準和名は本種の頭、体、鰭に目立った模様がないことと、種小名「tergus」と同様の理由だが、本種が同属多種の幼魚と混同されていたことに因む。。